# 2000年夏季残疾人奥林匹克运动会古巴代表团
2000年夏季残疾人奥林匹克运动会古巴代表团是古巴派出的2000年夏季残疾人奥林匹克运动会代表团。获得4枚金牌、2枚银牌和2枚铜牌。